# Perechyn
Perechyn (tiếng Ukraina: Перечин) là một thành phố của Ukraina. Thành phố này thuộc tỉnh Zakarpattia. Thành phố này có diện tích ? km2, dân số theo điều tra dân số năm 2022 là 6477 người.